# Imaging (Windows)

Bildschirmfoto des Programms Imaging

Imaging ist ein einfacher Bildbetrachter, der in früheren 32-Bit-Versionen von Windows enthalten war. Es unterstützt das Scannen von Bildern mittels eines Scanners, das Öffnen, Bearbeiten und Speichern von BMP- und TIFF-Dateien sowie das Betrachten von Bildern im JPEG- und PCX-Format. Die Funktionen des Programms Imaging können über ActiveX auch in anderen Anwendungen verwendet werden.
Das Programm wurde zunächst von Wang Laboratories entwickelt. Mit der Insolvenz dieses Unternehmens übernahm Kodak die Entwicklung. Für Windows 95 wurde das Programm als separater Download angeboten, seit Windows NT 4.0 war Imaging fester Bestandteil des Betriebssystems. Windows Me und Windows 2000 waren die letzte Betriebssysteme, in dem Imaging enthalten war; mit Windows XP wurde das Programm durch die Windows Bild- und Faxanzeige ersetzt, das einen ähnlichen Funktionsumfang bietet.